# Реентович, Марк Наумович
Марк Наумович Реентович (при рождении Израиль-Меер Невахович Реентович; 26 марта (7 апреля) 1886, Лида, Виленская губерния — 12 мая 1953, Тамбов) — российский скрипач и музыкальный педагог. Заслуженный артист РСФСР (1934). Отец Юлия и Бориса Реентовичей.

## Биография
Был старшим ребёнком в многодетной семье потомственного музыканта-клезмера Неваха Юделевича (Наума Юльевича) Реентовича (1861—?), проживавшей в Лиде в собственной доме на Коммерческой улице. Мать — Хава-Юдыс Реентович (1864—?), домохозяйка. В 1896—1901 годах учился в Виленском музыкальном училище у Ильи Малкина. Затем окончил Петербургскую консерваторию (1908) по классу Леопольда Ауэра. Ещё студентом записал вместе с пианистом Л. Шлосбергом и виолончелистом Абрамом Бановичем Вальс из музыки Ильи Саца к спектаклю «Мизерере».
С 1908 года жил и работал преимущественно в Тамбове, приняв по приглашению директора музыкальных классов Тамбовского отделения Императорского Русского музыкального общества Соломона Старикова классы скрипки и камерного ансамбля. Уже с 1909 г. выступал как солист в концертах Тамбовского отделения ИРМО, в том числе со скрипичным концертом Александра Глазунова. В послереволюционные годы также выступал как исполнитель-ансамблист, в том числе в составе фортепианного трио (с Александром Полторацким и Фролом Бановичем) и струнного квартета (со своей женой Марией Банович-Реентович, И. Клейнгольдом и Фролом Бановичем). В 1935—1938 годах и с 1944 года до конца жизни директор Тамбовского музыкального училища. В перерыве преподавал в Саратовской консерватории (1939—1941, 1944—1945), в годы войны концертмейстер в оркестре Куйбышевского театра оперы и балета (1941—1944). С 1936 года работал как дирижёр с оркестром Тамбовской филармонии и оркестром училища.
В 1935 году с Реентовичем встречался в Тамбове Осип Мандельштам.

## Семья
- Брат — музыкальный педагог Иосиф Наумович Реентович (7 августа 1904 — ?), преподаватель игры на виолончели в Тамбовском музыкальном техникуме.
- Брат — скрипач Яков Невахович Реентович (8 апреля 1896 — ?), учился игре на скрипке у М. Н. Реентовича[6], играл в оркестре Государственного академического Большого театра[7].